# گابوکای
گابوکای (به لاتین: Gabukay) یک منطقهٔ مسکونی در روسیه است که در آدیغیه واقع شده‌است.